# すてきにハンドメイド
『すてきにハンドメイド』は、2010年3月31日からNHK Eテレで放送されている趣味実用番組である。

## 概要
1993年4月5日から2010年3月24日までの17年間放送された『おしゃれ工房』の後継番組であり、洋裁だけではなく、手作りをテーマにした番組である。月に1回は「はじめてさんのシリーズ」を設ける。2009年から「ハンドメイド大賞」が開始された。
前身番組と同様、東京のNHK放送センターに加え、毎月1週程度をNHK大阪放送局が制作を担当している。

## 放送時間の推移
※特に断りが無い場合は再放送。

### Eテレ
| 放 送 期 間                   | 曜日   | 放送時間      | 備 考                    |
| ----------------------------- | ------ | ------------- | ------------------------ |
| 2010年3月31日 - 2011年3月10日 | 水・木 | 11:30 - 11:54 | ※本放送                  |
| 2010年3月31日 - 2011年3月10日 | 水・木 | 21:30 - 21:54 |                          |
| 2011年3月24日 - （ 現 在 ）   | 木     | 21:30 - 21:54 | ※本放送                  |
| 2011年4月7日 - 2012年3月29日  | 木     | 11:30 - 11:54 | 本放送枠と再放送枠を交換 |
| 2012年4月4日 - 2013年3月27日  | 水     | 11:30 - 11:54 |                          |
| 2013年4月3日 - 2015年4月1日   | 水     | 10:30 - 10:54 |                          |
| 2015年4月9日 - 2022年3月31日  | 木     | 11:30 - 11:54 |                          |
| 2022年4月7日 - 2024年3月28日  | 木     | 13:05 - 13:29 |                          |
| 2024年4月3日 - （ 現 在 ）    | 水     | 14:45 - 15:09 |                          |

### 総合
| 放 送 期 間                   | 曜日              | 放送時間          | 備考     |
| ----------------------------- | ----------------- | ----------------- | -------- |
| 2012年4月5日 - 2014年3月13日  | 木                | 10:15 - 10:39     | [ 注 1 ] |
| 2014年4月8日 - 2020年3月31日  | 火                | 10:15 - 10:39     | [ 注 1 ] |
| 2020年4月 - 7月上旬           | （ 放 送 な し ） | （ 放 送 な し ） | [ 注 2 ] |
| 2020年7月14日 - 9月15日       | 火                | 10:15 - 10:39     | [ 注 1 ] |
| 2020年10月9日 - 12月18日      | 金                | 15:08 - 15:32     | [ 注 3 ] |
| 2021年2月19日 - 3月12日       | 金                | 15:10 - 15:34     | [ 注 3 ] |
| 2021年3月30日 - 2022年3月29日 | 火                | 15:10 - 15:34     | [ 注 3 ] |
| 2022年4月5日 - 2023年3月7日   | 火                | 16:05 - 16:29     | [ 注 3 ] |
| 2023年4月4日 - 2024年3月26日  | 火                | 11:05 - 11:29     | [ 注 1 ] |
| 2024年4月10日 - （ 現 在 ）   | 水                | 11:05 - 11:29     | [ 注 1 ] |

## 出演者

### 現在
司会
- 洋輔（2017年度 - ）：当初は東京発のみ。大阪発は2023年度から担当。

ナレーション
- 藤井ゆきよ：2023年度の途中から東京発に限り担当。大阪発は従来どおり司会者がナレーションも兼務する形態を継続している。

東京発は2024年度、大阪発は2022年度から単独司会制となっており、各界からゲストパートナーを招いて放送する形態となっている。東京発は松井玲奈、大阪発は井上咲楽や宇都宮まきの出演が比較的多い。

### 過去

#### 東京発
| 出 演 者            | 期 間                                  | 備 考                                                                                                   |
| ------------------- | -------------------------------------- | --- |
| 高市佳明            | 2010年4月 - 2012年3月                  | NHKアナウンサー。『おしゃれ工房』からの継続出演。                                                       |
| 中村慶子            | 2012年4月 - 2013年3月                  | NHKアナウンサー                                                                                         |
| はな                | 2010年4月 - 2013年3月                  | |
| 中山エミリ          | 2013年4月 - 2017年3月                  | 2010年度、月1回「はじめてさんのシリーズ」に 進行役。その年の夏からは「はじめてさん」以外の 回にも出演。 |
| 吉井歌奈子          | 2013年4月 - 2016年10月 2017年1月 - 3月 | フリーアナウンサー                                                                                      |
| 根本美緒            | 2016年11月・12月                       | フリーアナウンサー。吉井の産休期間の代役。                                                              |
| 東尾理子            | 2017年4月 - 2021年3月                  | |
| 佐々木希            | 2021年4月 - 2024年3月                  | 2023年4月から産休のため休演。 6月29日から復帰後は不定期に担当した。                                     |
| 中田クルミ          | 2023年4月・5月                         | 2023年度に佐々木の代役として出演。 松井は2024年度も度々ゲストとして出演。                               |
| 松井玲奈            | 2023年6月・10月                        | 2023年度に佐々木の代役として出演。 松井は2024年度も度々ゲストとして出演。                               |
| 野村佑香            | 2023年8月                              | 2023年度に佐々木の代役として出演。 松井は2024年度も度々ゲストとして出演。                               |
| ハシヤスメ・ アツコ | 2023年9月・10月                        | 2023年度に佐々木の代役として出演。 松井は2024年度も度々ゲストとして出演。                               |

#### 大阪発
| 出 演 者                    | 期 間                 | 備 考                                                                             |
| --------------------------- | --------------------- | --------------------------------------------------------------------------------- |
| 宮川花子 （宮川大助・花子） | 2010年4月 - 2022年3月 | 『おしゃれ工房』からの継続出演。 おおむね、どちらか片方が出演。                   |
| 奥野史子                    | 2010年4月 - 2022年3月 | 『おしゃれ工房』からの継続出演。 おおむね、どちらか片方が出演。                   |
| 兼清麻美                    | 2010年4月 - 2011年3月 | NHKアナウンサー （2021年度・2022年度の渡邊と岩槻は おおむね、どちらか片方が出演） |
| 山本美希                    | 2011年4月 - 2013年3月 | NHKアナウンサー （2021年度・2022年度の渡邊と岩槻は おおむね、どちらか片方が出演） |
| 杉浦圭子                    | 2013年4月 - 2018年3月 | NHKアナウンサー （2021年度・2022年度の渡邊と岩槻は おおむね、どちらか片方が出演） |
| 渡邊佐和子                  | 2018年4月 - 2019年3月 | NHKアナウンサー （2021年度・2022年度の渡邊と岩槻は おおむね、どちらか片方が出演） |
| 渡邊佐和子                  | 2021年4月 - 2023年3月 | NHKアナウンサー （2021年度・2022年度の渡邊と岩槻は おおむね、どちらか片方が出演） |
| 牛田茉友                    | 2019年4月 - 2021年3月 | NHKアナウンサー （2021年度・2022年度の渡邊と岩槻は おおむね、どちらか片方が出演） |
| 岩槻里子                    | 2021年4月 - 2023年3月 | NHKアナウンサー （2021年度・2022年度の渡邊と岩槻は おおむね、どちらか片方が出演） |